# Hamud bin Mohammed di Zanzibar
Sayyid Hamud bin Mohammed (Sumail, 1853 – Unguja, 18 luglio 1902) è stato il sultano del protettorato di Zanzibar che bandì la schiavitù sull'isola, governò dal 27 agosto 1896 al 18 luglio 1902.

## Biografia
Divenne sultano con il supporto del console britannico, Sir Basil Cave, alla morte di Hamad bin Thuwaini di Zanzibar. Prima di ottenere la carica, un altro potenziale contendente al trono, Khalid bin Barghash di Zanzibar, occupò il palazzo e si dichiarò sultano. I britannici replicarono alle 8 del giorno successivo, 26 agosto 1896, pubblicando un ultimatum per Khālid ed il suo seguito nel quale si chiedeva di evacuare il palazzo entro un'ora. Quando rifiutò, le navi da guerra britanniche spararono contro il palazzo e contro altre zone strategiche nella città, distruggendole e causando la fuga di Khālid. Fu la più breve guerra nella storia, ed il giorno seguente Ḥamūd fu in grado di assumere il titolo di sultano (più indebitato con i britannici rispetto a chiunque altro).
Ḥamūd acconsentì con la richiesta degli inglese di bandire la schiavitù a Zanzibar e che tutti gli schiavi fosse dichiarati liberi. Per questo fu decorato dalla regina Vittoria e suo figlio, nonché erede, Ali bin Hamud di Zanzibar ebbe la sua istruzione in Inghilterra. Ḥamūd morì nel 1902.
Con sua moglie, la principessa Sayyida Khanforah bint Majid Al-Busaid (figlia del primo sultano di Zanzibar), ebbe dieci figli:
- Ali bin Hamud di Zanzibar, ottavo sultano di Zanzibar.
- Principe Sayyid Majid bin Hamud Al-Busaid.
- Principe Sayyid Saud bin Hamud Al-Busaid.
- Principe Sayyid Taimur bin Hamud Al-Busaid.
- Principe Sayyid Faisal bin Hamud Al-Busaid.
- Principe Sayyid Muhammed bin Hamud Al-Busaid.
- Principessa Sayyida Matuka bint Hamud Al-Busaid (sposò Khalifa bin Harub di Zanzibar, nono sultano di Zanzibar).
- Principessa Sayyida Bashan bint Hamud Al-Busaid (sposò il principe Sayyid Said bin Ali, figlio di Ali bin Hamud di Zanzibar).
- Principessa Sayyida Boran bint Hamud Al-Busaid.
- Principessa Sayyida Hakima bint Hamud Al-Busaid.

Alla sua morte gli succedette il più vecchio dei figli, Ali bin Hamud di Zanzibar.